# Stefan Blügel
Stefan Blügel (* 29. Januar 1957 in Neunkirchen (Saar)) ist ein deutscher theoretischer Physiker (Festkörperphysik, Elektronische Eigenschaften, Magnetismus).

## Leben und Wirken
Blügel studierte ab 1974 Maschinenbau an der Fachhochschule des Saarlandes mit dem Diplom 1977. Danach absolvierte er ein Studium der Physik an der Universität des Saarlandes, der RWTH Aachen und am Forschungszentrum Jülich (Institut für Festkörperforschung IFF) mit dem Diplom 1984 und der Promotion 1988. Dazwischen arbeitete er in den Jahren 1984/85 am College of William & Mary in Williamsburg (Virginia). Von 1988 bis 1990 war er als Feodor-Lynen-Stipendiat und Post-Doktorand bei K. Terakura an der Universität Tokio (Institut für Festkörperphysik ISSP) tätig. 
Seit 1990 ist Blügel am Forschungszentrum Jülich (FZJ) angestellt. 1996 habilitierte er sich an der RWTH Aachen. Im Jahr 2001 wurde er als Professor für theoretische Physik an die Universität Osnabrück und ab 2003 in gleicher Funktion an die RWTH Aachen berufen. 2002 gründete Blügel das Institut für Quantentheorie von Materialien am IFF des Forschungszentrums Jülich und wurde dessen Direktor. Im Jahr 2009 gehörte er zu den Gründungsmitglieder des Institute for Advanced Simulation (IAS) am FZJ und war von 2010 bis 2012, 2017 und 2021/2022 dessen geschäftsführender Direktor. Außerdem war Blügel ab 2017 geschäftsführender Direktor des Peter Grünberg Instituts des FZJ. Jenseits des FZJ engagiert sich Blügel in diversen wissenschaftlichen Organisationen wie der Deutschen Physikalischen Gesellschaft, dem Psi-k Netzwerk und dem Centre Européen de Calcul Atomique et Moléculaire (CECAM). Seit 2023 ist er der Präsident von CECAM.
Blügel befasst sich mit quantenmechanischer Theorie von Materialien (elektronische Struktur, Magnetismus, Spintronik, molekulare Elektronik, Spin-Bahn-Kopplungs-Phänomene) einschließlich numerischer Simulation auf Hochleistungsrechnern. Als Werkzeuge für diese Forschung initiierte er die Entwicklung von Elektronenstrukturmethoden wie dem FLAPW Programm FLEUR und dem KKR Programmpaket juKKR auf Basis der Dichtefunktionaltheorie.
Blügel wurde im Jahr 1993 mit dem Heinz-Maier-Leibnitz-Preis ausgezeichnet und ein Jahr später als Mitglied in die Nordrhein-Westfälische Akademie der Wissenschaften und der Künste aufgenommen. 2019 erhielt er einen ERC Synergy Grant (Three-dimensional magnetization textures: Discovery and control on the nanoscale) vom Europäischen Forschungsrat.

## Schriften (Auswahl)
- mit P. H. Dederichs, R. Zeller, H. Akai: Ground States of Constrained Systems: Application to Cerium Impurities, Phys. Rev. Lett., Band 53, 1985, S. 2512
- mit H. Akai, M. Akai, B. Drittler, H. Ebert, K. Terakura, R. Zeller, P. H. Dederichs: Theory of Hyperfine Interactions in Metals, Progress Theoretical Physics, Supplement, Band 101, 1990, S. 11–77
- mit S. Heinze, M. Bode, A. Kubetzka, O. Pietzsch, X. Nie, R. Wiesendanger:  Real-Space Imaging of Antiferromagnetism on the Atomic Scale, Science, Band 288, 2000, S. 1805
- Ph. Kurz, K. Förster, L. Nordström, G. Bihlmayer: Ab initio treatment of non-collinear magnets with the full-potential linearized augmented planewave method, Phys. Rev. B, Band 69, 2004, S. 024415
- mit Y. M. Korteev, G. Bihlmayer, J. E. Gayone, E. V. Chulkov, P. M. Echenique: Strong Spin-Orbit Splitting on Bi Surfaces, Phys. Rev. Lett., Band 93, 2004, S. 046403.
- mit Burkard Hillebrands: Magnetismus, in: Bergmann-Schaefer Lehrbuch der Experimentalphysik, Band 6, De Gruyter 2005
- mit W. Welnic, M. Wuttig u. a.: Unravelling the interplay of local structure and physical properties in phase-change materials, Nature Materials, Band 5, 2006, S. 56–62
- mit M. Bode, K. Heide, K. von Bermann, S. Heinze, G. Bihlmayer, A. Kubetzka, O. Pietzsch, R. Wiesendanger: Chiral magnetic order at surfaces driven by inversion asymmetry, Nature, Band 447, 2007, S. 190
- mit M. Heide, G. Bihlmayer: Dzyaloshinskii-Moriya interaction accounting for the orientation of magnetic domains in ultrathin films: Fe/W (110), Phys. Rev. B, Band 78, 2008, S. 140403
- mit N. Atodiresei u. a.: Design of the local spin polarization at the organic-ferromagnetic interface, Phys. Rev. Lett., Band 105, 2010, S. 066601
- mit S. Heinze, K. von Bergmann, M. Menzel, J. Brede, A. Kubetzka, R. Wiesendanger, G. Bihlmayer: Spontaneous atomic-scale magnetic skyrmion lattice in two dimensions, Nature Physics, Band 7, 2011, S. 713
- mit T.O. Wehling u. a.: Strength of effective coulomb interactions in graphene and graphite, Phys. Rev. Lett., Band 106, 2011, S. 236805
- mit K. Garello, I. M. Miron, C. O. Avci, F. Freimuth, Y. Mokrousov, S. Auffret, O. Boulle, G. Gaudin and P. Gambardella: Symmetry and magnitude of spin–orbit torques in ferromagnetic heterostructures, Nature Nanotechnology, Band 8, 2013, S. 587
- mit K. V. Raman u. a.: Interface-engineered templates for molecular spin memory devices, Nature, Band 493, 2013, S. 509–513
- mit K. Lejaeghere, G. Bihlmayer u. a.: Reproducibility in density functional theory calculations of solids, Science, Band 351, 2016, S. 6280